# Международный союз радиовещания
Международный союз радиовещания (International Broadcasting Union (IBU), Union Internationale de Radiophonie (UIR) - международная организация обеспечивающая обмен радиопередачами с 4 апреля 1925 по 1 ноября 1950 года и объединявшая государственные и некоторые частные вещательные организации. Предшественник Европейского вещательного союза.

## Описание
В 1919 году в Нидерландах началось регулярное звуковое вещание со станции PCGG, ее трансляции стали более известны как "Гаагские концерты". В 1920 году началось длинноволновое вещание с Эйфелевой башни в Париже, и из Кенигвустерхаузена в Германии, а за океаном в американском Питтсбурге состоялось торжественное открытие развлекательной вещательной станции KDKA.  В 1921 году во Франции началось регулярное звуковое вещание, в 1922 году оно появилось в России и Великобритании, в 1923 - в Чехословакии, Бельгии и Германии. В 1924 году регулярное звуковое вещание появилось в Австрии, Италии и Финляндии, профессор сэр Эдвард Эпплтон продемонстрировал существование ионосферы, а Франклин и Маркони стали первыми, кто использовал ионосферу для передачи коротковолнового сигнала на расстоянии в 4 000 километров.
Радио с самого начала было по своей сути транснациональным средством массовой коммуникации. Даже передачи, рассчитанные на определенную местную или национальную аудиторию, неизбежно пересекали границы, непреднамеренно достигая слушателей, находящихся на расстоянии, в других странах. В более богатых частях Европы, по мере быстрого развития беспроводной связи в 1920-х годах, количество станций и слушателей росло, а мощность и потенциальный охват вещательных станций увеличивались. Срочно потребовались международные технические правила, которые, очевидно, должны были предотвратить "помехи" между передатчиками, работающими на аналогичных длинах волн в разных странах - проблема, которая грозила сделать их сигналы неразборчивыми. 
Вещательные компании и политики также начали рассматривать вопрос о том, возможно ли или желательно ли международное регулирование содержания программ и можно ли организованно обмениваться программами между вещательными компаниями в качестве дополнительного средства наведения порядка в международном вещании.Поскольку радио первоначально использовалось как средство связи "точка-точка" ("беспроводная телефония"), оно подпадало под действие существующих международных почтовых и телеграфных соглашений. Эти ограничивало доступность длин волн, на которых могли работать радиовещательные станции, введя элементарный набор правил для защиты других гражданских и военных целей радиосвязи. Однако в этих соглашениях не было предусмотрено совместное использование доступных частот между европейскими вещательными компаниями, и только они регулировали содержание вещания.
Сами вещательные компании восполнили этот пробел, разработав рамки для международного саморегулирования. Образованный в 1925 году Международный союз радиовещания открыл свой головной офис в Женеве, в непосредственной близости от международных регулирующих органов почтовой и телеграфной связи и Лиги наций. Первоначально в состав Совета IBU входили представители вещательных организаций из девяти европейских стран: Бельгии, Чехословакии, Франции, Германии, Австрии, Великобритании, Голландии, Норвегии и Швейцарии. Акцент на Северную и Центральную Европу был в значительной степени обусловлен неодинаковыми темпами развития вещания в разных странах континента: это были те места, где вещание развивалось наиболее быстрыми темпами в начале XX века.
Впоследствии число членов IBU увеличилось по мере создания служб вещания в других странах. К 1935 году в нем состояло 33 члена из "европейской" зоны вещания, простиравшейся от Ирландского свободного государства и Португалии на западе до Эстонии и Румынии на востоке, а также от Норвегии и Финляндии на севере до Алжира и Египта на юге. Это была "Европа", определенная в соответствии с техническими критериями, охватывающая те страны и места, которые обладают передатчиками, способными создавать помехи друг другу. Вещательные компании из других стран, включая США, Кубу, Японию, Голландскую Ост-Индию и Австралию, были приняты в качестве ассоциированных членов: к 1935 году к ним присоединились 13 таких участников. При этом ни одна телерадиовещательная организация из СССР не стала ее членом, хотя в Советском Союзе были установлены передатчики, способные охватывать всю Европу. C 1924 года в СССР действовал запрет на запись и распространение иностранных радиопередач.
Международный союз радиовещания являлся некоммерческой организацией. Уставными целями союза являлись:
- установление связи между различными европейскими вещательными организациями, в то же время рассматривая возможность расширения этой связи в будущем на организации других континентов;
- отстаивание интересов вещательных организаций - членов союза;
- централизация изучения всех вопросов, представляющих общий интерес, которые возникли и возникнут в связи с быстрым развитием беспроводной телефонии;
- продолжение выполнения всех планов или рекомендаций в отношении вещания в русле, благоприятном для организаций вещания.[2]

На практике одной из основных проблем, решавшихся союзом, было регулирование и распределение частот вещания, поскольку мощность передатчиков росла быстрее, чем стабильность излучаемого ими сигнала, и международные помехи стали серьезной проблемой приема. Эта деятельность была настолько важной для организации, что ее собственный отчет, приуроченный к двадцатилетию ее существования, базировался на описании различных соглашений о распределении частот. Для этих целей в Брюсселе был создан контрольно-измерительный центр под управлением главного инженера Раймона Брайяра, производивший мониторинг и замеры  мощности и длины волн вещательных станций по всей Европе. Администрация центра вносила свои технические предложения для европейских радиостанций, вещавших с нарушениями. по исправлению процедуры во избежание возникновения дипломатических споров.
В соответствии с Люцернской конвенцией о радиовещании 1933 года, IBU был наделен статусом экспертного органа по всем техническим вопросам, применимым к реализации конвенции. Союз имел право производить собственные измерения технических характеристик вещательных служб, производить подобные измерения по запросу, и давать рекомендации, которые вещатели должны были принимать во внимание. При этом сам IBU должен был на уровне своего устава наделить правом любую государственную вещательную организацию Европейского региона на вступление в Союз и наделение в нем равным статусом с остальными его членами.

## Направления деятельности
- создание в 1926 году "Женевского волнового плана", который освободил европейское вещание от взаимных помех и лег в основу официальных планов, принятых в Праге в 1929 году и в Люцерне в 1933 году;

Большая часть работы IBU была связана с обсуждением технических вопросов, которые требовали трансграничной координации, а самое главное - согласование международного распределения длин волн для предотвращения помех. IBU подготовил первые европейские планы по длине волны и создал станцию мониторинга в Брюсселе для проверки соблюдения требований планов. В 1929 году он тесно сотрудничал с Пражской конференцией европейских управлений почты, телеграфа и телефонной связи, чтобы согласовать новый план, который соответствовал бы требованиям Вашингтонской международной конвенции о радиотелеграфии 1927 года. Эта работа вселила в вещательные компании и политиков уверенность в том, что они могут работать сообща на международном уровне, чтобы навести порядок в европейском эфире, одновременно защищая свои собственные интересы.
- предоставление специально разработанных волнометров для упрощения передачи данных, стабилизация работы передающих станций;
- измерения и периодические наблюдения за техническим состоянием вещательных станций в европейском регионе, проводимые Техническим наблюдательным пунктом в Брюсселе;
- учреждение "Национальных вечеров" (один вечер в месяц), на которые приглашаются все европейские радиовещательные организации для трансляции программ. Позднее была введена система программ, специально подготовленных для трансляции в зарубежных странах и транслируемых ими. Среди таких специальных программ можно упомянуть "Европейские концерты" и "Национальные концерты", "Международные концерты", "Межконтинентальные концерты", поздравительные программы на Рождество и Новый год и т.д.;

Члены IBU осуществляли деятельность в целях содействия международному культурному сотрудничеству. Отражая свою ключевую роль национальных органов власти, а зачастую и непосредственно занимающихся государственным строительством, вещательные компании, как правило, истолковывали это как требование совместного использования престижных исполнений "национальной" классической и народной музыки.
С 1926 по 1931 год IBU организовывал "Национальные вечера": каждая из вещательных компаний-участниц готовила свои собственные программы, транслировавшиеся в согласованную дату, и посвященные культурным достижениям определенной европейской нации. По мере улучшения инфраструктуры связи "Национальные вечера" были заменены ежемесячными "Европейскими концертами", когда одна радиокомпания готовила программу, которая затем транслировалась другим участникам по стационарным телефонам для одновременной трансляции в прямом эфире. Первый подобный концерт был организован Германией 30 сентября 1931 года, когда берлинская радиостанция передала в эфир подборку произведений Генделя, Бетховена и Макса Регера. "Европейские концерты" были специально организованы для того, чтобы отразить и распространить лучшее из национальных культур вещательных компаний, которые их организовывали, и полностью поддерживались администрацией IBU "В них принимают участие ведущие национальные артисты и лучшие симфонические оркестры. Союз выступает за программы, в которые включена значительная доля характерной национальной музыки". С 1936 года IBU также использовал музыку для связи Европы с другими континентами, установив ежегодный "Всемирный концерт" типично национальной музыки.    
- содействие использованию радиовещания в целях достижения лучшего международного взаимопонимания.[7]

"Радиовещание устраняет культурную и социальную пропасть, которая раньше отделяла сельского жителя от городского жителя, а зачастую также бедных от богатых и одних людей от других. Общаясь со всеми в равной мере, провозглашая себя выразителем великих нравственных сил человечества, оно создает сообщество в духовной сфере, которое не ограничивается одной страной, но постепенно охватывает всю землю"
Президент Австрии Вильгельм Миклас, 1929
"Политическое вещание обладает огромными возможностями как средство разжигания международной розни. Вещание не имеет материальной основы и, следовательно, не может быть остановлено на границах; оно может быть направлено в любую точку пространства; политические последствия могут быть обширными и немедленными; но их нелегко предвидеть, контролировать или направить в нужное русло при необходимости".

Министр иностранных дел Норвегии (1921-1922) Арнольд Рестад, 1936
IBU совместно с Лигой наций прикладывал усилия для обеспечения международного взаимопонимания. На первом заседании в 1925 году Союз официально обязал своих членов воздерживаться от любой пропаганды за пределами своих государственных границ, которая может вызвать политические трудности в других странах. Год спустя Союз уточнил свои требования: "национальные передачи в политической, конфессиональной, экономической, интеллектуальной и художественной областях не должны содержать ничего такого, что могло бы нанести ущерб духу хорошего международного взаимопонимания, который, бесспорно , необходим для международного развития вещания".   Это требование IBU фактически стирало разницу между внутренней трансляцией и трансляцией на иностранную аудиторию -  передачи неизбежно пересекают границы непредсказуемым образом, поэтому, чтобы вещание не принесло вреда, необходимо тщательно следить за содержанием всех программ - и первоначально члены Союза старались придерживаться этих принципов. 
В 1920-е - начале 1930-х годов европейские вещатели редко использовали международные сервисы для прямого общения со слушателями в других странах. Вместо этого, они сотрудничали друг с другом, обменивались программами и разрешали споры между собой. В этом контексте идея ограничить вещание агрессивной пропаганды путем добровольного саморегулирования казалась осуществимой. Однако в 1930-х годах, по мере того как все большее число европейских вещательных компаний устанавливали тесные связи со своими правительствами и начинали разрабатывать новые сервисы, ориентированные непосредственно на иностранных слушателей, ситуация кардинально изменилась. Еще в 1933 году казалось возможным, что европейские вещательные компании смогут работать сообща и сами регулируют радиопропаганду.

## Члены
| Вещательная организация                                                                          | Владелец | Причина вхождения                   | Годы членства    | Причина выхода |
| ------------------------------------------------------------------------------------------------ | --- | ----------------------------------- | ---------------- | --- |
| Некоммерческое общество с общество с ограниченной ответственностью «Рейхс-Рундфунк-Гезельшафт»   | Министерство почт Германии и частно-государственные радиокомпании в 1925-1932 гг., Министерство почт Германии и министерства народного просвещения земель Германии в 1932-1933, Министерство народного просвещения и пропаганды Германии в 1933-1945 гг.                                              | вхождение по собственной инициативе | в 1925-1950 гг.  | ликвидация Международного союза радиовещания                                                                                |
| Некоммерческое общество с ограниченной ответственностью «Радио Восточных Марок»                  | Министерство почт Германии, Министерство народного просвещения Пруссии и ряд физических лиц в 1925-1932 гг., некоммерческое общество с ограниченной ответственностью «Рейхс-Рундфунк-Гезельшафт» и Министерство народного просвещения Пруссии в 1932-1933 гг.                                         | вхождение по собственной инициативе | в 1925-1934 гг.  | ликвидация, вследствие присоединения к некоммерческому обществу с ограниченной ответственностью «Рейхс-Рундфунк-Гезельшафт» |
| Некоммерческое общество с общество с ограниченной ответственностью «Силезское радио»             | Министерство почт Германии, Министерство народного просвещения Пруссии и ряд физических лиц в 1925-1932 гг., некоммерческое общество с ограниченной ответственностью «Рейхс-Рундфунк-Гезельшафт» и Министерство народного просвещения Пруссии в 1932-1933 гг.                                         | вхождение по собственной инициативе | в 1925-1934 гг.  | ликвидация, вследствие присоединения к некоммерческому обществу с ограниченной ответственностью «Рейхс-Рундфунк-Гезельшафт» |
| Некоммерческое общество с общество с ограниченной ответственностью «Центрально-Германское радио» | Министерство почт Германии, министерства народного просвещения Пруссии, Саксонии, Тюрингии и ряд физических лиц в 1925-1932 гг., некоммерческое общество с ограниченной ответственностью «Рейхс-Рундфунк-Гезельшафт» и министерства народного просвещения Пруссии, Саксонии, Тюрингии в 1932-1933 гг. | вхождение по собственной инициативе | в 1925-1934 гг.  | ликвидация, вследствие присоединения к некоммерческому обществу с ограниченной ответственностью «Рейхс-Рундфунк-Гезельшафт» |
| Некоммерческое общество с общество с ограниченной ответственностью «Функштунде»                  | Министерство почт Германии, Министерство народного просвещения Пруссии и ряд физических лиц в 1925-1932 гг., некоммерческое общество с ограниченной ответственностью «Рейхс-Рундфунк-Гезельшафт» и Министерство народного просвещения Пруссии в 1932-1933 гг.                                         | вхождение по собственной инициативе | в 1925-1934 гг.  | ликвидация, вследствие присоединения к некоммерческому обществу с ограниченной ответственностью «Рейхс-Рундфунк-Гезельшафт» |
| Некоммерческое общество с общество с ограниченной ответственностью «Северо-Германское радио»     | Министерство почт Германии, министерства народного просвещения Пруссии, Гамбург, Бремена и ряд физических лиц в 1925-1932 гг., некоммерческое общество с ограниченной ответственностью «Рейхс-Рундфунк-Гезельшафт» и министерство народного просвещения Пруссии, Гамбурга, Бремена в 1932-1933 гг.    | вхождение по собственной инициативе | в 1925-1934 гг.  | ликвидация, вследствие присоединения к некоммерческому обществу с ограниченной ответственностью «Рейхс-Рундфунк-Гезельшафт» |
| Некоммерческое общество с общество с ограниченной ответственностью «Западно-Германское радио»    | Министерство почт Германии, Министерство народного просвещения Пруссии и ряд физических лиц в 1925-1932 гг., некоммерческое общество с ограниченной ответственностью «Рейхс-Рундфунк-Гезельшафт» и Министерство народного просвещения Пруссии в 1932-1933 гг.                                         | вхождение по собственной инициативе | в 1925-1934 гг.  | ликвидация, вследствие присоединения к некоммерческому обществу с ограниченной ответственностью «Рейхс-Рундфунк-Гезельшафт» |
| Некоммерческое общество с общество с ограниченной ответственностью «Юго-Западное радио»          | Министерство почт Германии, министерства народного просвещения Пруссии и Гессен и ряд физических лиц в 1925-1932 гг., некоммерческое общество с ограниченной ответственностью «Рейхс-Рундфунк-Гезельшафт» и министерства народного просвещения Пруссии в 1932-1933 гг.                                | вхождение по собственной инициативе | в 1925-1934 гг.  | ликвидация, вследствие присоединения к некоммерческому обществу с ограниченной ответственностью «Рейхс-Рундфунк-Гезельшафт» |
| Некоммерческое общество с общество с ограниченной ответственностью «Южно-Германское радио»       | Министерство почт Германии, министерства народного просвещения Вюртемберга и Бадена и ряд физических лиц в 1925-1932 гг., некоммерческое общество с ограниченной ответственностью «Рейхс-Рундфунк-Гезельшафт» и министерства народного просвещения Вюртемберга и Бадена в 1932-1933 гг.               | вхождение по собственной инициативе | в 1925-1934 гг.  | ликвидация, вследствие присоединения к некоммерческому обществу с ограниченной ответственностью «Рейхс-Рундфунк-Гезельшафт» |
| Некоммерческое общество с общество с ограниченной ответственностью «Баварское радио»             | Министерство почт Германии, Министерство народного просвещения Баварии и ряд физических лиц в 1925-1932 гг., некоммерческое общество с ограниченной ответственностью «Рейхс-Рундфунк-Гезельшафт» и Министерство народного просвещения Баварии в 1932-1933 гг.                                         | вхождение по собственной инициативе | в 1925-1934 гг.  | ликвидация, вследствие присоединения к некоммерческому обществу с ограниченной ответственностью «Рейхс-Рундфунк-Гезельшафт» |
| Радио Данцига                                                                                    | Вольный город Данциг | вхождение по собственной инициативе | в 1936-1939 гг.  | ликвидация, вследствие присоединения к некоммерческому обществу с ограниченной ответственностью «Рейхс-Рундфунк-Гезельшафт» |
| Британская радиовещательная корпорация                                                           | Соединённое Королевство Великобритании и Северной Ирландии | вхождение по собственной инициативе | в 1925-1950 гг.  | ликвидация Международного союза радиовещания                                                                                |
| Государственное учреждение «Национальное радиовещание»                                           | Министерство информации Франция в 1939-1972 гг., Министерство почт и телеграфов и телефонов Франции в 1922-1939 гг. | вхождение по собственной инициативе | 1925-1946 гг.    | выход по собственной инициативе                                                                                             |
| Акционерное общество «Итальянское учреждение радиовещательных передач»                           | Пьемонтская телекоммуникационная компания | вхождение по собственной инициативе | в 1929-1946 гг.  | выход по собственной инициативе                                                                                             |
| Бельгийское радиоэлектрическое общество                                                          | частные компании | вхождение по собственной инициативе | в 1925-1946 гг.  | выход по собственной инициативе                                                                                             |
| Ассоциация «Нидерландское христианское радиообъединение»                                         | физические лица | вхождение по собственной инициативе | 1925-1946        | выход по собственной инициативе                                                                                             |
| Ассоциация «Католическое радио»                                                                  | физические лица | вхождение по собственной инициативе | 1925-1946        | выход по собственной инициативе                                                                                             |
| Ассоциация «Объединение рабочих радиолюбителей»                                                  | физические лица | вхождение по собственной инициативе | в 1925-1946 года | выход по собственной инициативе                                                                                             |
| Ассоциация «Свободомыслящее протестантское радио»                                                | физические лица | вхождение по собственной инициативе | в 1926-1946 года | выход по собственной инициативе                                                                                             |
| акционерное общество Государственное радио                                                       | Министерство культуры Дании | вхождение по собственной инициативе | 1925-1950 гг.    | ликвидация Международного союза радиовещания                                                                                |
| Акционерное общество «Радиослужба»                                                               | массовые организации, частные компании и издательства Швеции | вхождение по собственной инициативе | в 1925-1950 гг.  | ликвидация Международного союза радиовещания                                                                                |
| «Радиоовещательная компания»                                                                     | Министерство культуры Норвегии | вхождение по собственной инициативе | в 1925-1950 гг.  | ликвидация Международного союза радиовещания                                                                                |
| Акционерное общество "Илейсрадио"                                                                | Министерство транспорта и телекоммуникации Финляндии | вхождение по собственной инициативе | в 1929-1950 гг.  | ликвидация Международного союза радиовещания                                                                                |
| Акционерное общество «Радиоверке»                                                                | физические лица и частные компании | вхождение по собственной инициативе | в 1925-1938 гг.  | ликвидация, вследствие присоединения к некоммерческому обществу с ограниченной ответственностью «Рейхс-Рундфунк-Гезельшафт» |
| Ассоциация «Швейцарское общество радиовещания»                                                   | ряд кооперативов | вхождение по собственной инициативе | в 1925-1950 гг.  | ликвидация Международного союза радиовещания                                                                                |
| Союз радио                                                                                       | частные компании и физические лица Испании | вхождение по собственной инициативе | в 1925-1950 гг.  | ликвидация Международного союза радиовещания                                                                                |
| акционерное общество «Национальная радиостанция»                                                 | Португальская Республика | вхождение по собственной инициативе | в 1936-1950 гг.  | ликвидация Международного союза радиовещания                                                                                |
| Акционерное общество «Польское радио»                                                            | Польская Республика | вхождение по собственной инициативе | в 1929-1946 гг.  | выход по собственной инициативе                                                                                             |
| Акционерное общество «Радиожурнал»                                                               | частные компании и физические лица Венгрии | вхождение по собственной инициативе | в 1925-1946 гг.  | выход по собственной инициативе                                                                                             |
| Общество с ограниченной ответственностью «Радиоэлет»                                             | частные компании и физические лица Венгрии | вхождение по собственной инициативе | в 1929-1946 гг.  | выход по собственной инициативе                                                                                             |
| Румынское общество радиовещания                                                                  | Королевство Румыния | вхождение по собственной инициативе | в 1929-1946 гг.  | выход по собственной инициативе                                                                                             |
| Радио Белграда                                                                                   | Королевство Югославия | вхождение по собственной инициативе | в 1929-1936 гг.  | выход по собственной инициативе                                                                                             |
| Радио Софии                                                                                      | Болгарское Царство | вхождение по собственной инициативе | в 1938-1946 гг.  | выход по собственной инициативе                                                                                             |
| Национальное радио                                                                               | Литовская Республика | вхождение по собственной инициативе | в 1936-1946 гг.  | выход по собственной инициативе                                                                                             |
| Рижское радио                                                                                    | Латвийская Республика | вхождение по собственной инициативе | в 1936-1946 гг.  | выход по собственной инициативе                                                                                             |
| Национальное радио                                                                               | Эстонская Республика | вхождение по собственной инициативе | в 1936-1946 гг.  | выход по собственной инициативе                                                                                             |
| Радио Ватикана                                                                                   | Ватикан | вхождение по собственной инициативе | в 1938-1950 гг.  | ликвидация Международного союза радиовещания                                                                                |
| Канадская радиовещательная корпорация                                                            | | вхождение по собственной инициативе | в 1938-1950 гг.  | ликвидация Международного союза радиовещания                                                                                |
| Австралийская радиовещательная корпорация                                                        | | вхождение по собственной инициативе | в 1938-1950 гг.  | ликвидация Международного союза радиовещания                                                                                |
| Новозеландская национальная служба радиовещания                                                  | | вхождение по собственной инициативе | в 1936-1950 гг.  | ликвидация Международного союза радиовещания                                                                                |
| Египетский радиовещательный союз                                                                 | | вхождение по собственной инициативе | в 1936-1950 гг.  | ликвидация Международного союза радиовещания                                                                                |
| Токийская служба радиовещания                                                                    | | вхождение по собственной инициативе | в 1929-1950 гг.  | ликвидация Международного союза радиовещания                                                                                |
| Радио Дамаска                                                                                    | | вхождение по собственной инициативе | до 1946 года     | выход по собственной инициативе                                                                                             |
| Радио Ливана                                                                                     | | вхождение по собственной инициативе | до 1946 года     | выход по собственной инициативе                                                                                             |
| Радио Туниса                                                                                     | | вхождение по собственной инициативе | до 1946 года     | выход по собственной инициативе                                                                                             |
| Радио Марокко                                                                                    | | вхождение по собственной инициативе | до 1946 года     | выход по собственной инициативе                                                                                             |
| Всесоюзное радио                                                                                 | Комитет радиоинформации и радиовещания СССР | вхождение по собственной инициативе | до 1946 года     | выход по собственной инициативе                                                                                             |
| Украинское радио                                                                                 | Комитет радиоинформации и радиовещанию Украинской ССР | вхождение по собственной инициативе | до 1946 года     | выход по собственной инициативе                                                                                             |
| Белорусское радио                                                                                | Комитет радиоинформации и радиовещания Белорусской ССР | вхождение по собственной инициативе | до 1946 года     | выход по собственной инициативе                                                                                             |

## Руководство
Руководящий орган - общее собрание (General Assembly of the International Broadcasting Union).
Президент - первый в должности сэр Чарльз Дуглас Карпендейл (BBC, Великобритания) с 1925 по 1935 год. C 1935 по 1937 пост занимал бывший председатель швейцарского вещателя SRG SSR Морис Рамбер.  C 1937 года пост занимал бывший руководитель программного комитета IBU c 1935 по 1937 год, голландец Антуан Дюбуа.
Генеральный секретарь - первый в должности Артур Барроуз (программный директор BBC, Великобритания)

## Распад и прекращение существования
В преддверии немецкого вторжения в Бельгию весной 1940 года главный инженер измерительного центра IBU Брайяр перевез оборудование центра и архив IBU в Женеву транзитом через Францию, полагая, что в нейтральной Швейцарии имущество будет в безопасности. Однако по распоряжению голландского президента IBU Антуана Дюбуа, находившегося под влиянием немцев, оборудование и материалы были возвращены в Брюссель, где попали в руки захватчиков.